# George Turner (senator)
George Turner, född 25 februari 1850 i Edina, Missouri, död 26 januari 1932 i Spokane, Washington, var en amerikansk politiker och jurist. Han representerade delstaten Washington i USA:s senat 1897-1903.
Turner deltog i amerikanska inbördeskriget i nordstaternas armé. Han studerade sedan juridik och inledde 1869 sin karriär som advokat i Mobile, Alabama. Han var US Marshall för södra och centrala Alabama 1876-1880. Turner gifte sig 4 juni 1878 med Bertha Dreher.
Turner var domare i Washingtonterritoriets högsta domstol 1885-1888 och därefter verksam som advokat och affärsman i Spokane. Han inledde sin politiska karriär som republikan och kandiderade till senaten 1889 och 1893 utan framgång.
Silver Republican Party, demokraterna och Populistpartiet förenade sina krafter inför senatsvalet 1897 med Turner som deras gemensamma kandidat. Han vann valet. Först representerade han Silver Republican Party och från och med 1901 var han demokratisk senator. Han kandiderade inte till omval som senator men han förlorade 1904 års guvernörsval i Washington som demokraternas kandidat.
Turners grav finns på begravningsplatsen Greenwood Memorial Terrace i Spokane.